# Kanton Soissons-2

Gemeinden des Kantons

Der Kanton Soissons-2 ist ein französischer Wahlkreis im Département Aisne in der Region Hauts-de-France. Er umfasst 13 Gemeinden im Arrondissement Soissons. Durch die landesweite Neuordnung der französischen Kantone wurde er 2015 neu geschaffen.

## Gemeinden
Der Kanton besteht aus 12 Gemeinden und einem Stadtteil mit insgesamt 29.277 Einwohnern (Stand: 1. Januar 2022) auf einer Gesamtfläche von 91,17 km²:
| Gemeinde          | Einwohner 1. Januar 2022 | Fläche km² | Dichte Einw./km² | Code INSEE | Postleitzahl |
| ----------------- | ------------------------ | ---------- | ---------------- | ---------- | ------------ |
| Acy               | 1.013                    | 11,67      | 87               | 02003      | 02200        |
| Belleu            | 3.624                    | 4,53       | 800              | 02064      | 02200        |
| Bernoy-le-Château | 840                      | 16,29      | 52               | 02564      | 02200        |
| Billy-sur-Aisne   | 1.141                    | 7,47       | 153              | 02089      | 02200        |
| Courmelles        | 1.831                    | 6,76       | 271              | 02226      | 02200        |
| Mercin-et-Vaux    | 945                      | 7,77       | 122              | 02477      | 02200        |
| Missy-aux-Bois    | 98                       | 3,04       | 32               | 02485      | 02200        |
| Ploisy            | 97                       | 2,87       | 34               | 02607      | 02200        |
| Septmonts         | 571                      | 4,80       | 119              | 02706      | 02200        |
| Serches           | 277                      | 9,10       | 30               | 02711      | 02220        |
| Sermoise          | 347                      | 5,51       | 63               | 02714      | 02220        |
| Soissons          | 17.722                   | 6,36       | 2.786            | 02722      | 02200        |
| Vauxbuin          | 771                      | 5,00       | 154              | 02770      | 02200        |
| Kanton Soissons-2 | 29.277                   | 91,17      | 321              | 0217       | –            |

1. ↑   Nur der südliche Teil der Gemeinde, der Rest gehört zum Kanton Soissons-1.

## Veränderungen im Gemeindebestand seit der landesweiten Neuordnung der Kantone
2023: Fusion Berzy-le-Sec und Noyant-et-Aconin → Bernoy-le-Château

## Politik
| Vertreter im Départementsrat | Vertreter im Départementsrat        | Vertreter im Départementsrat |
| Amtszeit                     | Namen                               | Partei                       |
| ---------------------------- | ----------------------------------- | ---------------------------- |
| 2015–2021                    | Isabelle Létrillart Frédéric Vanier | LR DVD                       |
| 2021–                        | Isabelle Létrillart David Bobin     | LR DVD                       |